# NGC 1646
NGC 1646 (również PGC 15914) – galaktyka eliptyczna w konstelacji Erydanu. Obiekt został odkryty przez astronoma Williama Herschela 30 stycznia 1786 roku, przy użyciu teleskopu lustrzanego o średnicy 18,7 cali. Ze względu na małe rozmiary optyczne, jest widoczna tylko w amatorskich teleskopach i urządzeniach profesjonalnych.